# 레이션 테리

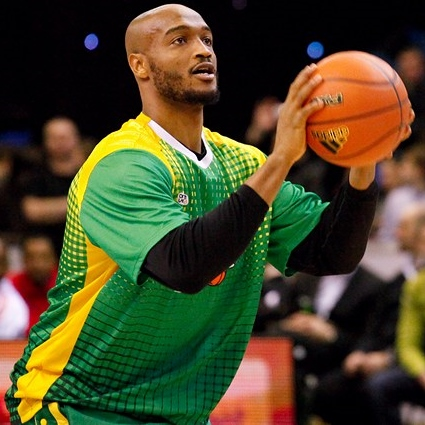

레이션 테리(Reyshawn Terry, 본명: Reyshawn Antonio Terry Sr., 1984년 4월 7일 ~ )은 멕시코 리그의 미네로스 데 사카테카스의 미국 프로 농구 선수이다. 노스캐롤라이나에서 대학 농구를 했다.

## 경력
- 2007-2008: 아리스 테살로니키
- 2007-2008: 트리볼디 소레시나
- 2009: 비르투스 볼로냐
- 2009~2010: 자코베오 블루:센스
- 2010-2011: 브로제 바스켓
- 2011-2012: 키미크 유즈니
- 2012-2013: 챔프빌
- 2013~2014: 르망
- 2014~2015: 타다몬 주크
- 2015: 마라토니스타스 데 코아모
- 2015: 트로타문도스 데 카라보보
- 2015: 카녜로스 데 라 로마나
- 2016: 알 무타헤드 트리폴리
- 2016: 카녜로스 데 라 로마나
- 2016년 : 창원 LG 세이커스
- 2016~2017: 류큐 골든 킹스
- 2017년 : 울산모비스 피버스
- 2018-2019: 피라타스 데 케브라디야스
- 2019년: 안양 KGC인삼공사
- 2020: 바케로스 데 바야몬